# Inárcs
Inárcs es un pueblo húngaro perteneciente al distrito de Dabas, condado de Pest.

## Superficie
Cuenta con una superficie de 22,53 km².

## Demografía
Hasta 2024 la población era de 4757 habitantes, con una densidad de población de 211,14 hab/km².
| Gráfica de evolución demográfica de Inárcs entre 2020 y 2024 |
|                                                              |
| Datos según la Oficina Central de Estadística de Hungría.    |